# Doorsteps
Doorsteps é um filme de drama mudo britânico de 1916, estrelado por Florence Turner e Campbell Gullan. Foi baseado em uma peça de Henry Edwards, que também dirigiu o filme.

## Elenco
- Florence Turner – Doorsteps
- Henry Edwards – George Newlands
- Campbell Gullan – Tozer
- Amy Lorraine – Sra. Skipps
- Fred Rains